# Фенстербах
Фенстербах (нім. Fensterbach) — громада в Німеччині, розташована в землі Баварія. Підпорядковується адміністративному округу Верхній Пфальц. Входить до складу району Швандорф.
Площа — 26,79 км2. Населення становить 2380 ос. (станом на 31 грудня 2020).